# بيدل الشيرازي
بيدل الشيرازي (ت. 1264 هـ) هو طبيب و شاعر، من أهل شيراز.
هو السيد فخر الدولة محمد رحيم، وقيل رحيم الاصفهاني الشيرازي، المشتهر ببيدل. كان الطبيب الخاص لكريم خان الزند. توفي حدود سنة 1264 هـ، وقيل توفي سنة 1258 هـ، وقيل توفي بقم سنة 1250 هـ.
له ديوان شعر، ومن شعره: